# دانه‌ای که یک نیمکره را ساخته‌است
دانه‌ای که یک نیمکره را ساخته‌است (انگلیسی: The Grain That Built a Hemisphere) یک پویانمایی کوتاه تبلیغاتی محصول ۱۹۴۳ دربارهٔ ذرت است که توسط والت دیزنی برای دفتر هماهنگ‌کننده امور بین آمریکایی ساخته شده‌است. این فیلم در جوایز اسکار ۱۹۴۳ نامزد دریافت جایزهٔ بهترین فیلم مستند شد.